# 이반 사엔코
이반 이바노비치 사엔코(러시아어: Иван Иванович Саенко, 1983년 10월 17일 ~)는 러시아의 전 축구 선수로, 포지션은 공격수이다.
사엔코는 FC 스파르타크 모스크바에서 뛰기 이전까지 카를스루에 SC (2001년, 2002년 ~ 05년), 파켈 보로네시 (2002년), 1. FC 뉘른베르크 (2005년 ~ 08년)에서 활약하였다. 2006년부터 2008년까지는 러시아 축구 국가대표팀에서 13경기에 출장했으며, 2008년에 UEFA 유로 2008 대표로 출전한 바 있다.